# Streptoprocne rutila
Streptoprocne rutila е вид птица от семейство Бързолетови (Apodidae). Видът е незастрашен от изчезване.

## Разпространение
Разпространен е в Белиз, Боливия, Колумбия, Коста Рика, Еквадор, Салвадор, Френска Гвиана, Гватемала, Гвиана, Хондурас, Мексико, Панама, Перу, Тринидад и Тобаго и Венецуела.